# Чемберлин, Кевин
Ке́вин Че́мберлин (англ. Kevin Chamberlin; 25 ноября 1963, Балтимор, Мэриленд, США) — американский актёр, комик, кинорежиссёр, сценарист и продюсер.

## Биография
Кевин снимается в кино с 1991 года. Наиболее известен ролью Бертрама Винкла из телесериала «Джесси» (2011—2015).
Трижды был номинирован на театральные премии «Тони» и «Драма Деск» (2000, 2001, 2010).

## Избранная фильмография
| Год       |    | Русское название            | Оригинальное название      | Роль             |
| --------- | -- | --------------------------- | -------------------------- | ---------------- |
| 1995      | ф  | Крепкий орешек 3: Возмездие | Die Hard: With a Vengeance | Чарльз Вайсс     |
| 1997      | ф  | Вход и выход                | In & Out                   | Карл Микли       |
| 1999      | ф  | Трюк                        | Trick                      | бывший Перри     |
| 2002      | ф  | Проклятый путь              | Road to Perdition          | вышибала Фрэнк   |
| 2004      | ф  | Охотник на убийц            | Suspect Zero               | Гарольд Спек     |
| 2004      | ф  | Рождество с неудачниками    | Christmas with the Kranks  | мистер Скэнлон   |
| 2006      | ф  | Счастливое число Слевина    | Lucky Number Slevin        | Марти            |
| 2007      | ф  | Девушка по соседству        | The Girl Next Door         | офицер Дженнингс |
| 2009      | ф  | Штурмуя Вудсток             | Taking Woodstock           | Джексон Спирс    |
| 2011—2015 | с  | Джесси                      | Jessie                     | Бертрам Винкл    |
| 2012      | с  | Остин и Элли                | Austin & Ally              | Бертрам Винкл    |
| 2013      | тф | Лето. Пляж. Кино            | Teen Beach Movie           | доктор Фьюжн     |
| 2017      | с  | Грейс и Фрэнки              | Grace and Frankie          | Фрэнк            |
| 2017      | мф | Эмоджи фильм                | The Emoji Movie            | Гэвел            |
| 2019      | мф | Волшебный парк Джун         | Wonder Park                | дядя Тони        |